# Deutsches Netzwerk Gesundheitskompetenz

DNGK Logo Verlässliches Gesundheitswissen 2023

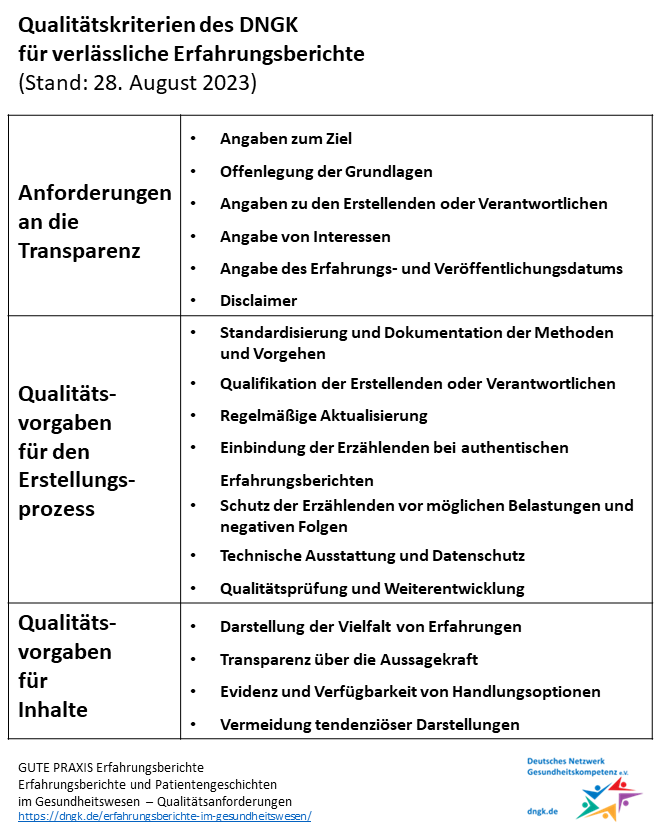
DNGK-Qualitätskriterien Erfahrungsberichte

Das Deutsche Netzwerk Gesundheitskompetenz e. V. (DNGK) ist eine interdisziplinäre wissenschaftliche Fachgesellschaft, die sich mit Theorie und Praxis der Gesundheitskompetenz beschäftigt. Der Verein hat eine Geschäftsstelle in Köln.

## Wirken
Das DNGK wurde 2019 als gemeinnütziger Verein gegründet. Das Netzwerk bewertet und verbreitet Methoden und Konzepte zur Förderung der Gesundheitskompetenz in Forschung, Ausbildung und Praxis.
Zum fachlichen Austausch der an Gesundheitskompetenz Interessierten unterhält der Verein eine webbasierte Informations- und Kommunikationsplattform. Ein wesentlicher Bestandteil dieses Angebots ist die E-Bibliothek Gesundheitskompetenz (gesundheitskompetenz.online) mit der umfangreichsten deutschsprachigen Literatursammlung zur Gesundheitskompetenz und zum Wissenstransfer im Gesundheitswesen.
Neben der Durchführung von Evaluations- und Forschungsprojekten arbeitet er an der Weiterentwicklung von Theorie und Methoden und Ethik der Gesundheitskompetenz.
Die inhaltliche Arbeit des DNGK erfolgt primär innerhalb der themenspezifischen Ausschüsse (Fachbereiche zu den Themen Barrierefreie Gesundheitskommunikation, Erfahrungsberichte im Gesundheitswesen, Gesundheitsberufe, Medien, Nachwuchsförderung, Organisationale Gesundheitskompetenz – Stand November 2022).
Das Netzwerk publiziert Stellungnahmen, veranstaltet Expertenworkshops zur Förderung der Gesundheitskompetenz, bewertet die Qualität von Patienteninformationen und verbreitet Medizinische Entscheidungshilfen.  Im Rahmen der COVID-19-Pandemie veröffentlichte das Netzwerk mit dem COVID-Cube die erste deutschsprachige interaktive Entscheidungshilfe zur COVID-19-Impfung.

## Qualitätsbewertung von Gesundheitsportalen
Im Rahmen des Programms „Verlässliches Gesundheitswissen (VGW)“ bewertet das DNGK seit Juni 2021 Gesundheitsportale anhand von Qualitätsmerkmalen – wie Angabe von Autorenschaft und  Interessenkonflikten, Evidenz und Aktualität der Informationen, von Finanzierung und redaktioneller Unabhängigkeit des Angebotes. Organisationen, die die Qualitätskriterien erfüllen, werden gemeinsam mit der Qualitätsdarlegung und ihren Informationsangeboten vom DNGK veröffentlicht.

## Qualitätskriterien für Patientengeschichten und Erfahrungsberichte
Ein Arbeitsschwerpunkt des DNGK ist die Verbreitung und Qualitätsförderung von Patientengeschichten und Erfahrungsberichten über Krankheit und Gesundheitsversorgung. In diesem Zusammenhang wurden Anforderungen an ihre Informationsqualität entwickelt, wie dies auch für medizinische Handlungsempfehlungen und Gesundheitsinformationen gefordert wird. Qualitätsmerkmale für die Erstellung, Bearbeitung, Auswertung und Publikation von vertrauenswürdigen Patientengeschichten und Erfahrungsberichte wurden durch das DNGK in dem Positionspapier „Gute Praxis Erfahrungsberichte“ zusammengestellt.

## E-Bibliothek Gesundheitskompetenz
Im Jahr 2020 gründete das DNGK mit der E-Bibliothek Gesundheitskompetenz die erste deutschsprachige Virtuelle Fachbibliothek zur Gesundheitskompetenz. Über das Portal war bis 2023 eine umfangreiche Sammlung evidenzbasierter Gesundheits- und Patienteninformationen zugänglich. Seit Mai 2024 wird die E-Bibliothek als Recherche-Portal für Fachliteratur genutzt.

## Fördermitglieder und Partner
Das DNGK kooperiert mit Organisationen, die sich der Stärkung von zuverlässiger Gesundheitsinformation, von Gesundheitskompetenz und Gesundheitsbildung sowie von Patientenorientierung im Gesundheitswesen verpflichtet fühlen. Fördermitglieder 2024: Bosch Health Campus der Robert Bosch Stiftung,  m.Doc GmbH, Köln; SHARE TO CARE Patientenzentrierte Versorgung GmbH, Köln; Stiftung Gesundheitswissen; TAKEPART Media + Science GmbH, Köln. Partnerschaften bestanden Anfang 2024 mit folgenden Organisationen: Aktionsbündnis Patientensicherheit, CoRE-Net Köln, Deutsches Netzwerk Versorgungsforschung, Deutsches Netz Gesundheitsfördernder Krankenhäuser und Gesundheitseinrichtungen, DIPEx Deutschland, DIPEx Schweiz, Abtl. Gesundheitspädagogik an der Pädagogischen Hochschule Freiburg, Institut für Gesundheitsökonomie und Klinische Epidemiologie des Uniklinikums Köln, Krebsinformationsdienst des Deutschen Krebsforschungszentrums, Landesvereinigung Gesundheitsförderung Thüringen, Nationale Kontakt- und Informationsstelle zur Anregung und Unterstützung von Selbsthilfegruppen, Nationaler Aktionsplan Gesundheitskompetenz, Patientenuniversität an der Medizinischen Hochschule Hannover, Qualitas Zeitschrift für Qualität und Entwicklung in Gesundheitseinrichtungen, „Was hab’ ich?“ gGmbH, Zentrum Patientenschulung und Gesundheitsförderung e. V.

## Gründung des DNGK
Das Netzwerk wurde im Jahr 2019 im Institut für Gesundheitsökonomie und Klinische Epidemiologie der Universität zu Köln (IGKE) auf Anregung einer Initiative langjähriger Partner auf dem Gebiet der Patientenorientierung gegründet. An der Vorbereitung und Vereinsgründung waren beteiligt: Anja Bittner, Eva Maria Bitzer (Vorstandsmitglied seit 2019, Vorstandsvorsitz seit 2024), Marie-Luise Dierks (Vorstand seit 2019), Anna Isselhard, Ansgar Jonietz (Vorstand seit 2019), David Klemperer (Vorstand 2019–2020), Constanze Lessing, Jürgen Mazat, Günter Ollenschläger (Vorstand 2019–2022, Ehrenmitglied seit 2023), Philipp Ollenschläger, Marcus Redaèlli, Sylvia Sänger (Vorstandsmitglied 2020–2022), Corinna Schaefer (Vorstandsvorsitz 2019 bis 2024), Doris Schaeffer, Stephanie Stock (Vorstandsmitglied seit 2019) und Julia Trifyllis.